# Rallisport Challenge
Rallisport Challenge (Eigenschreibweise: RalliSport Challenge) ist ein Rennspiel des Entwicklers DICE, das von den Microsoft Game Studios vertrieben wurde. Das Computerspiel erschien am 9. März 2002 für die Xbox und den PC. Zwei Jahre später folgte mit Rallisport Challenge 2 ein Nachfolger.

## Spielprinzip
Zunächst muss der Spieler ein Profil erstellen und den Schwierigkeitsgrad (Einfach oder Normal) auswählen. Danach kann man sich zwischen den vier auswählbaren Spielmodi (Zeitfahren, Einzelrennen, Karriere und Multiplayer) entscheiden. Der "Karriere-Modus" gliedert sich in vier Unterklassen (Profi, Experte, Klassik und Unbegrenzt) auf, die nacheinander erspielt werden müssen. In den vier Unterklassen muss man eine bestimmte Anzahl an Punkten erreichen, um neue Wettbewerbe freizuschalten.
Die Entwickler DICE legten einen besonderen Wert auf der Vielfalt der Renn-Arten. Der Spieler muss in "typischer" Rallye-Art als erster die Ziellinie in der schnellstmöglichen Zeit erreichen oder in den Eis-Rennen auf gefährlich glatten Rundstrecken fahren. Außerdem gibt es noch drei weitere Renn-Arten, die im Karriere-Modus vorkommen: Bergfahrt, Crossover und Gelände-Rallye. Im Crossover wechselt man nach einer gefahrenen Runde die Streckenseite des Gegners und versucht, als erster die Ziellinie zu erreichen. Im Karriere-Modus kann man durch erfolgreiches Absolvieren der Wettbewerbe neue Fahrzeuge, Lackierungen und Strecken freischalten.
Die Fahrzeuge besitzen eine eigene Fahrphysik und ein eigenes Schadensmodell, das sich durch Kollisionen mit anderen Fahrzeugen/Gegenständen realistisch verändert. Bevor man ein Rennen startet, kann man in der Tuning-Option einige Einstellungen verändern (z. B. den Reifentyp bestimmen).
Dem Spieler stehen insgesamt 48 unterschiedliche Strecken und 29 lizenzierte Fahrzeuge (u. a. Subaru Impreza WRX) zur Auswahl. Die Strecken wurden ihren realen Vorbildern nachempfunden und bieten eine abwechslungsreiche Umgebung. Rallisport Challenge ist ein arcadelastiges Rennspiel, dass auf ein realistisches Fahrverhalten verzichtet. Somit ist das Spiel einsteigerfreundlich und frustriert den Spieler nicht durch eine komplizierte Steuerung. Auf der rechten Seite des Spiel-Bildschirms befindet sich ein Drehzahlmesser/Tachometer, der die momentane Geschwindigkeit und den Gang anzeigt. Im oberen rechten Rand zeigt der Renn-Timer die aktuelle Gesamtzeit des Rennens an. Außerdem haben die Entwickler einen "Fortschrittsbalken" im Spiel integriert, der die momentane Position des Spielers und der Gegner auf der Rennstrecke angibt.
Das Spiel bietet eine Custom Soundtrack-Funktion, die es dem Spieler erlaubt, eigene Lieder/Alben in Rallisport Challenge zu hören. Die Umgebungsgrafik und Effekte wurden von zahlreichen Spielekritikern gelobt.

## Spielmodi
- Zeitfahren: In diesem Modus kann der Spieler seine eigenen Bestzeiten noch verbessern oder gegen andere Spieler per Xbox Live antreten.
- Einzelrennen: Hier muss man gegen bis zu drei computergesteuerte Gegner antreten.
- Karriere: Dies ist der Hauptbestandteil der Rallisport-Challenge-Reihe. Der Spieler muss sich durch eine Reihe von Rennen und Veranstaltungen arbeiten, um neue Veranstaltungen freizuschalten und somit die jeweilige Veranstaltungsklasse gewinnen. Hierbei kann man durch erfolgreiche Siege, eine bestimmte Anzahl an neue Fahrzeugen/Strecken freischalten. Sobald der Spieler alle Veranstaltungsklassen erfolgreich absolviert hat, erhält man für jedes Fahrzeug alle Lackierungen.
- Multiplayer: Im Multiplayer-Modus kann man per Split-Screen, System Link oder Xbox Live gegen weitere Spieler/Freunde antreten.

## Rezeption
Laut dem Wertungsaggregator Metacritic erhielt das Spiel überwiegend positive Kritiken, wobei die Xbox-Version bei den Wertungen im Schnitt etwas besser abschnitt, als die PC-Version. Das deutschsprachige Online-Portal 4Players zählte in seinem Test auf der Xbox „eine phänomenale Spielbarkeit, einen spaßiger Multiplayer-Modus und ein ausgefeiltes Streckendesign“ zu den Stärken von Rallisport Challenge. Daneben sei die hochdetaillierte Grafik ein besonderer Pluspunkt gewesen, der im Vergleich zu fehlenden Mehrspieler-Optionen und geringen Möglichkeiten zum Tuning deutlich überwogen habe.
PC Games merkt an, dass die Grafik zwar ein Augenschmaus sei, aber die Vehikel bei Colin McRae Rally 3 noch einen Ticken realer aussehen. Auch die Motorengeräusche können nicht ganz mit der Konkurrenz mithalten.
Die GameStar wertet das Spiel in der Retrospektive als eines der besten aller Zeiten und würdigt es 2019 mit einem Platz in der „Hall of Fame“.